# 中国大返し
備中大返し（びっちゅうおおがえし）または中国大返し（ちゅうごくおおがえし）は、戦国時代末期の天正10年6月（西暦1582年6月 - 7月）、備中高松城の戦いにあった羽柴秀吉が主君織田信長の本能寺の変での自害を知った後、速やかに毛利氏との講和を取りまとめ、主君の仇明智光秀を討つため、中国路を京に向けて全軍を取って返した約10日間にわたる軍団大移動のこと。
備中高松城（岡山県岡山市北区）から山城山崎（京都府乙訓郡大山崎町）までの約230kmを踏破した、日本戦史上屈指の大強行軍として知られる。この行軍の後、秀吉は摂津・山城国境付近の山崎の戦いにおいて明智光秀の軍を撃破した。
- 文中の（ ）内の年は西暦、ユリウス暦（1582年10月15日以降はグレゴリオ暦）、月日は全て和暦、宣明暦の長暦による。

## 高松城攻めと本能寺の変

### 備中高松城攻め
主君織田信長より中国路平定を目的とした中国方面軍の軍団長に任じられていた羽柴秀吉は天正10年（1582年）3月、播磨姫路城（兵庫県姫路市）より備前に入り、3月17日に常山城（岡山市南区）を攻め、4月中旬には備前岡山城（当時は石山城）の宇喜多秀家の軍勢と合流、総勢3万の兵力となって、備中日畑城（日幡城、岡山県倉敷市）、備中冠山城（岡山市北区）、備中庭瀬城（岡山市北区）、備中加茂城（岡山市北区）など、備前・備中における毛利方の諸城を陥落させていった。
一方で秀吉は動揺する毛利水軍への調略も行い。4月14日には毛利水軍に帰属していた伊予の村上水軍の来島氏と能島村上氏を帰順させている。

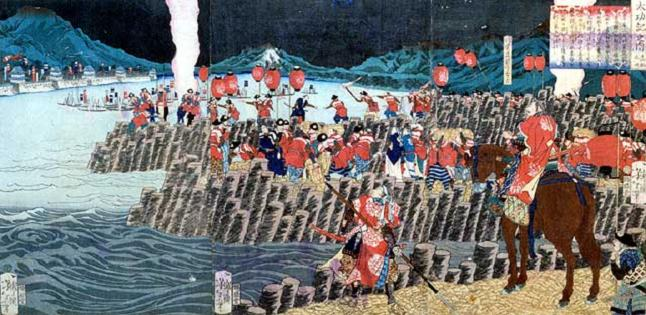
月岡芳年画『高松城水攻築堤の図』（岡山市立中央図書館蔵）

備中高松城（岡山市北区）の城主清水宗治は、織田・毛利両陣営双方から引き抜きを受けたが、織田氏からの誘いを断り毛利氏に留まった。秀吉は、僅か3,000人の兵員しか持たない高松城を攻めるのに、城を大軍で包囲して一気に殲滅する作戦を採った。しかし、秀吉は苦戦を余儀なくされた。そこで、秀吉は主君信長に援軍を要請し、信長もまた明智光秀を派遣することを伝えたが、同時に高松城攻略に専心するよう秀吉に命じた。
勇将・清水宗治の守る高松城を攻めあぐねた秀吉は、5月7日、水攻めにすることを決した。高松城は、三方が深い沼、一方が広い水堀となっており、要害であった。このとき水攻めを発案したのは、一説には軍師黒田孝高（如水）ではないかともいわれている。城の周囲に築かれた堤防は、5月8日に蜂須賀正勝を奉行として造成工事が始まり、19日に終えた。作戦は、堤防内に城の西側を南流する足守川の流れを引き込もうというものであった。
高松城の水攻めは「空前」の「奇策」であり、秀吉の特異な戦法として世に知られる。秀吉は無益な人的損耗を避けるため、綿密な地勢研究の結果に基づいてこの策に決定、兵や人民に高額な経済的報酬を与えることによって、全長4km弱におよぶ堤防をわずか12日間で築造したのである。
こうして秀吉は、宗治救援に駆けつけた吉川元春・小早川隆景ら毛利軍主力と全面的に対決することとなったが、折からの梅雨で城の周囲は浸水し、高松城は「陸の孤島」となって毛利軍は手が出せない状況となった。

### 本能寺の変
明智光秀は甲州征伐から帰還した後、5月15日に信長の命により長年武田氏との戦いで労のあった徳川家康の接待役を拝命した。しかし、同日に秀吉から信長にあてた中国攻めの援軍要請の書状が届き、備中猿掛城（岡山県倉敷市・矢掛町）に本陣を置く毛利輝元が高松城親征に乗り出すことも報じたため、17日、光秀は接待役を中途解任され、すぐに安土城（滋賀県近江八幡市安土町）から居城の近江坂本城（滋賀県大津市）へ立ち帰って秀吉援護の出陣準備に取りかかるよう命ぜられた。光秀は安土から坂本へ、さらに丹波亀山城（京都府亀岡市）に移って出陣の準備を進め、5月27日、丹波・山城国境の愛宕山威徳山（京都市右京区）に参籠して戦勝祈願の連歌の会（愛宕百韻）を催した。光秀はその時「時は今 天が下知る 五月哉」の発句を詠んだことで知られている。
一方の信長は5月29日に秀吉の援軍に自ら出陣するため小姓など70名ないし80名のわずかな供回りを従え、留守を蒲生賢秀に託して安土城を発ち、同日、京の西洞院四条坊門の本能寺（京都市中京区)に入って、ここで軍勢の集結を待った。信長の嫡男で美濃岐阜城（岐阜県岐阜市）の城主織田信忠は同時に京都室町薬師寺町の妙覚寺（京都市上京区）に入った。翌6月1日、信長は本能寺で博多の豪商島井宗室らを招いて茶会を開いた。
1日夕刻、光秀は1万3,000人の手勢を率いて亀山城を出発し、京に向かった。一般には翌未明に老ノ坂（京都市西京区）を通り、桂川を渡ったところで、光秀が周囲に敵が本能寺にあることを伝えたとされる。従軍した本城惣右衛門が江戸時代になってから著した『本城惣右衛門覚書』では、本城らは京に徳川家康が来ているので、家康を討つのだと思っており、信長を討った時ですら相手が信長と思っていなかったと回想されている。

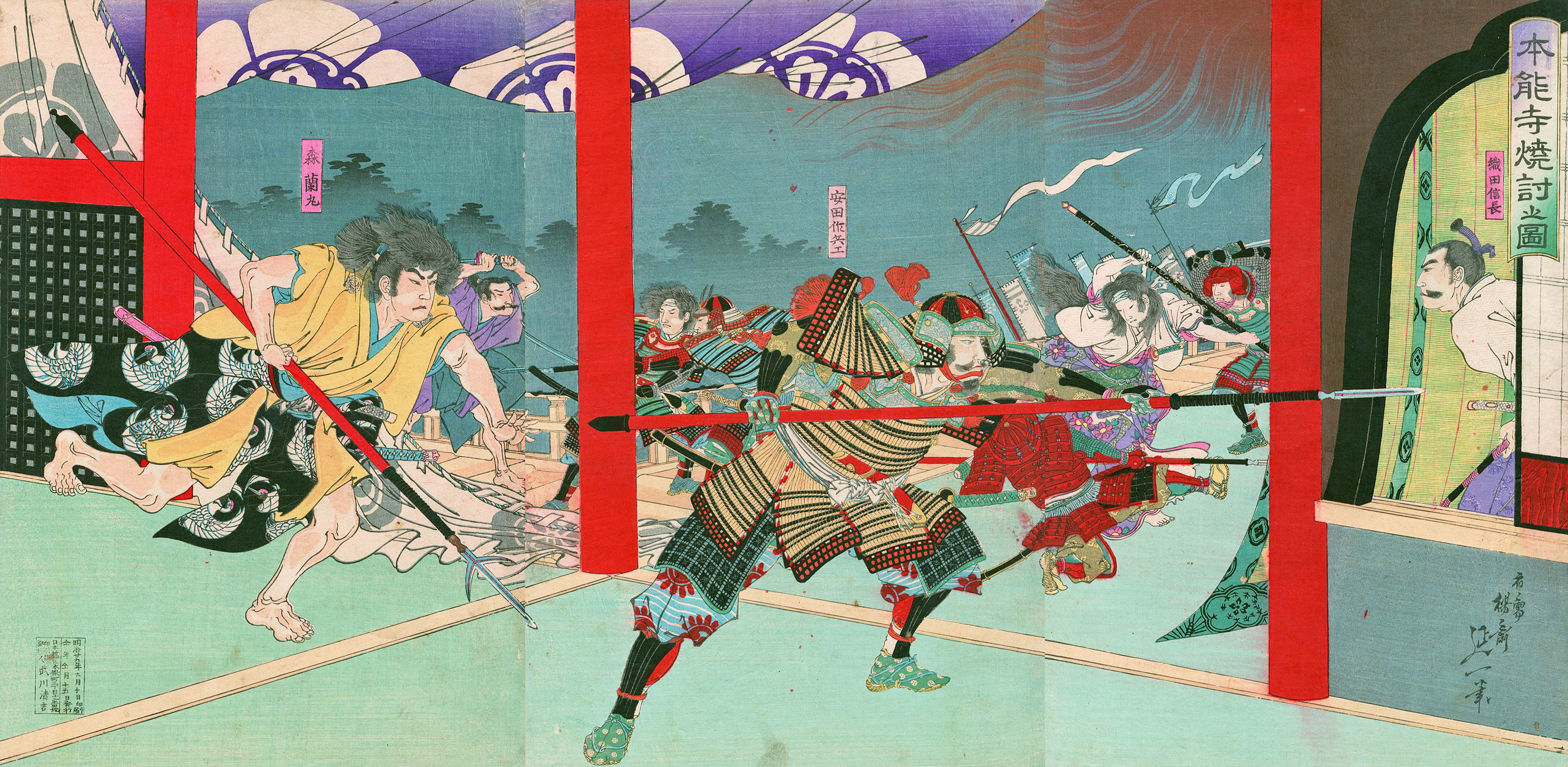
『本能寺焼討之図』

天正10年6月2日（ユリウス暦では1582年6月21日、グレゴリオ暦で換算すると7月1日）の早朝、本能寺は光秀軍によって包囲された。馬の嘶きや物音に目覚めた信長が森成利（蘭丸）に尋ねて様子を窺わせた。小姓衆は当初使用人たちの喧嘩と思っていたという。成利（蘭丸）は見聞の結果、「本能寺は既に敵勢に包囲されており、多くの旗が見えた。旗に描かれているのは桔梗の紋である」と報告、信長は謀反の首謀者が明智光秀であったことを悟った。信長は「是非に及ばず」と語り、弓を手に持って応戦したが、弦が切れたため、次には槍を手に取り敵を突き伏せた。しかし殺到する兵により肘に槍傷を受けたため、それ以上の防戦を断念し、女たちに逃亡するよう指示して殿中の奥にこもり、成利（蘭丸）に火を放たせ、切腹して自らの命を絶った。
京都所司代として京の行政を担当していた村井貞勝の屋敷は本能寺門外にあった。貞勝より光秀謀反の報を受けた妙覚寺の信忠は父の救援のため本能寺に向かおうとしたが、既に大勢は決したとして周囲に制止された。明智軍の包囲は十分でなく、信忠と共にあった叔父の織田長益（有楽斎）と前田玄以は逃亡に成功している。しかし信忠は、明智軍による検問があるだろうと判断して逃亡を諦め、貞勝らと共に兵500人を率いて守備に向かない妙覚寺から東隣の二条新御所（二条御新造）へ移って防戦した。信忠は、二条新御所にいた誠仁親王（正親町天皇第五皇子）を連歌師里村紹巴が町屋から用意した荷輿に乗せて内裏へ避難させ、明智軍相手に奮戦し、自ら何箇所もの傷を負いながら兵2名を斬り倒し、少人数ながらも抵抗して明智軍を3度退却させている。
時間の経過と共に、京に別泊していた馬廻たちも少しずつ駆けつけてきたため、明智軍は最終手段として隣接する近衛前久邸の屋根から内側の見える二条新御所を銃や矢で狙い打った。これにより信忠の近臣は倒れ、信忠もそれ以上の抗戦を断念して自刃した（『信長公記』および『當代記』による記述）。討死したのは村井貞勝、菅屋長頼、猪子高就ら多数にのぼった。戦死者の遺体は、京都阿弥陀寺（京都市上京区）の開基清玉が集め葬送したと伝えられる。
光秀は、変後は信長残党の捜索追捕と京の治安維持に当たったが、山岡景隆・景佐の兄弟が守っていた瀬田城（大津市）では、2日、山岡兄弟が光秀の誘いを拒絶し、瀬田城と瀬田の唐橋を焼き落として抵抗の構えを見せた後、甲賀方面に避難した。2日夕刻、光秀軍は橋詰めに足がかりの塁を築いて坂本城に帰り、諸方に協力要請の書状を送った。この時、信長の部下であった美濃野口城（岐阜県各務原市）の城主西尾光教に対して、味方となって美濃大垣城（岐阜県大垣市）を攻め取るよう指令しているが、同様の書状は各所に送られたものと推定される。
光秀は3日・4日と坂本城にいて、近江や美濃の国衆の誘降についやした。3日には武田元明、京極高次らを近江に派兵して、4日のうちには近江の大半を制圧した。ただし、山岡兄弟の件もそうであるが、安土城留守居役であった蒲生賢秀・賦秀（氏郷）父子もまた、城内にいた信長の妻妾をみずからの居城日野城（滋賀県蒲生郡日野町）に避難させ、光秀に対して不服従の態度を明らかにするなど、当初から必ずしも光秀の思惑通りには進まなかった。このとき、信長の妻妾は安土城に火をかけ、城内の金銀財宝を移すよう主張したが、賢秀はその申し出の両方を断ったという。
一方、大和の筒井順慶は、信長から中国攻めを命じられたので2日に郡山城（奈良県大和郡山市）を発して京都へ向かったが、途中で本能寺の変報を聞き一旦郡山に帰り、翌3日には兵を出して大安寺、辰市、東九条、法華寺（いずれも奈良市）の周辺を警備して治安維持に努めた。この時、摂津にあった信長の三男・神戸信孝と丹羽長秀が兵員不足に窮したため与力を求められたが、これには応じず、4日に山城槇島城（京都府宇治市）の城主井戸良弘と順慶配下の一部の兵は山城を経て5日には光秀軍と合流して近江に入った。
光秀は、5日には瀬田橋を復旧させて安土城を攻撃してこれを奪取し、信長の残した金銀財宝を家臣や新しく従属した将兵に分与した。さらに秀吉の本拠長浜城（滋賀県長浜市）や丹羽長秀の本拠だった佐和山城（滋賀県彦根市）、山本山城（長浜市）なども占領させた。なお、長浜城は京極高次・阿閉貞征により開城されて、光秀はここに斎藤利三を入れた。佐和山城には山崎片家が入った。光秀は7日まで安土城にいた。

## 中国大返し（備中大返し）

### 変の報せと各将
信長の死は、各地に伝えられた。

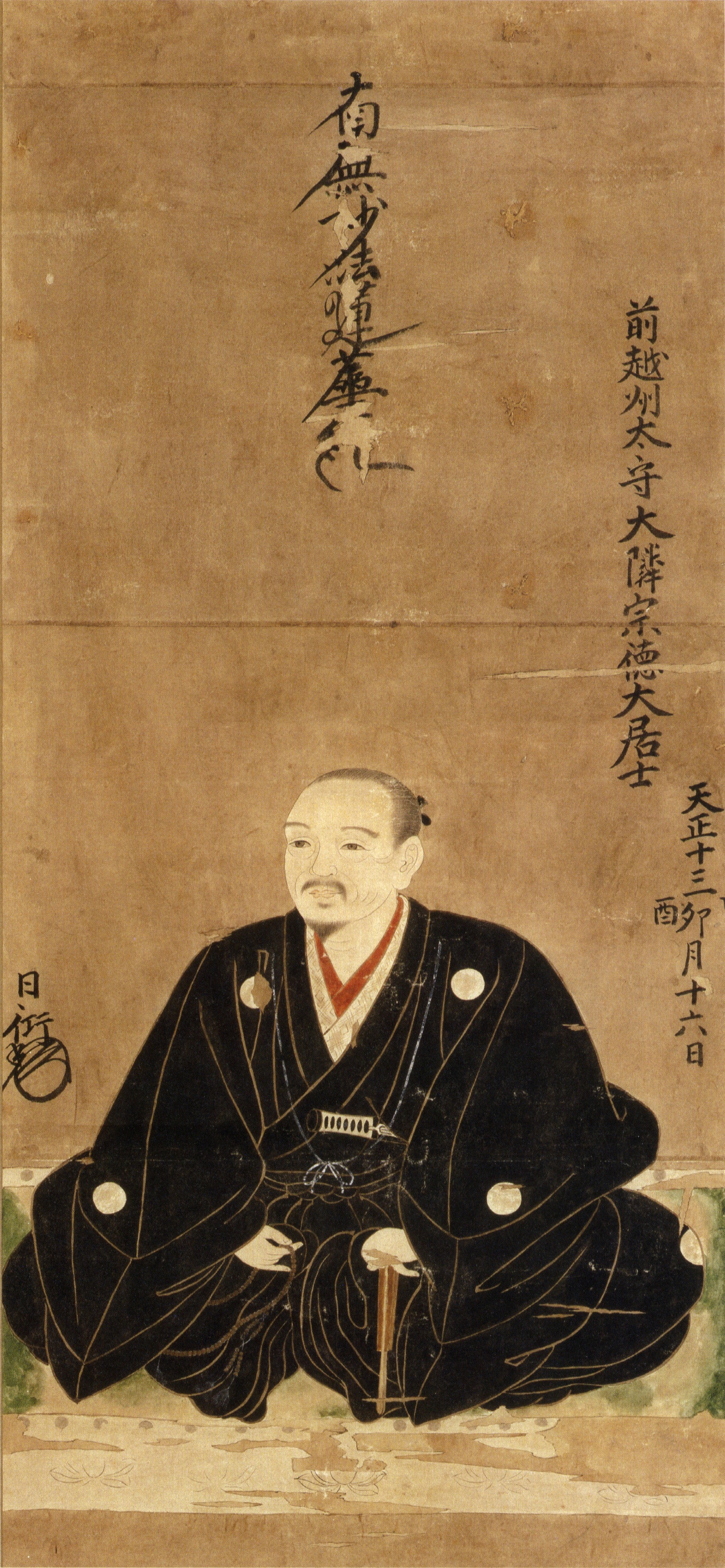
丹羽長秀

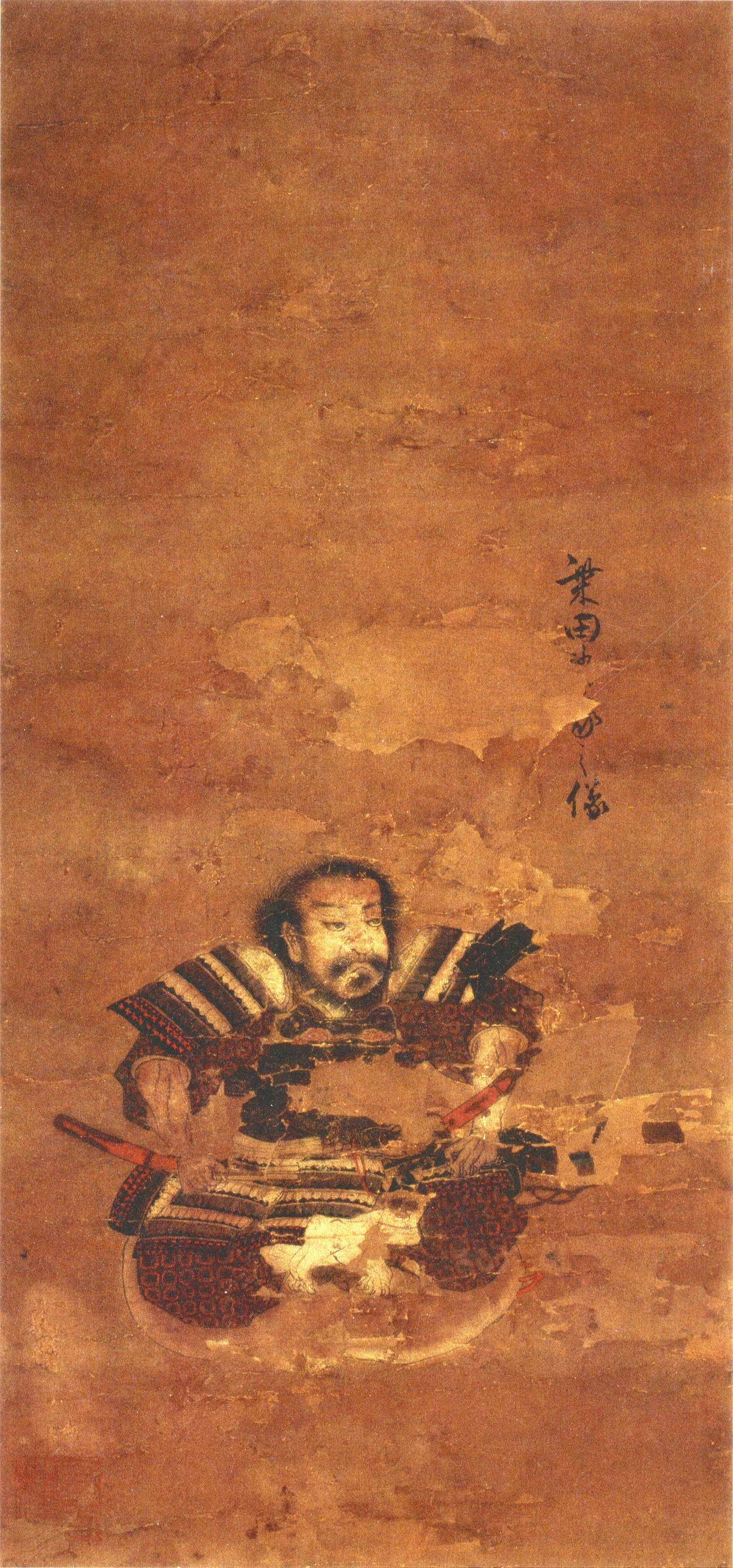
柴田勝家

丹羽長秀は神戸信孝と共に四国平定の任を負い、副将の三好康長、蜂屋頼隆、津田信澄と共に大坂及び堺で渡海作戦にとりかかっていた。5月29日、信孝軍は摂津住吉に着陣し、また津田・丹羽勢は大坂、蜂屋勢は和泉岸和田に集結して、当初6月2日予定の渡海に備えていた。変報は6月2日午前に伝わったとみられる。津田信澄は信長の弟織田信行の子で、近江高島郡大溝城（滋賀県高島市）の城主であったが、光秀の婿であったため内通を疑われ、6月5日、信孝と長秀の軍勢に襲撃されて野田城（大阪市福島区）で信孝家臣の峰竹右衛門、山路段左衛門、上田重安によって殺害された。京に近い大坂・堺にあった長秀と信孝は、光秀を討つには最も有利な位置にあったが、逆に緘口令が徹底できなかったため兵の多くが逃亡し、やむをえず守りを固めて羽柴軍の到着を待つ形となった。
柴田勝家は、北陸戦線にあって上杉景勝の支配する越中魚津城（富山県魚津市）を攻略中であり、6月3日の午前6時頃魚津城を陥落させ、その直後、余勢を駆って越後へ向かおうとしていた矢先に変報が届いた。勝家は後事を前田利家、佐々成政らに託し、直ちに魚津から船に乗って越中富山を経て居城の越前北庄城（福井県福井市）に帰り、光秀討伐の準備を開始した。光秀征討の先鋒として養子であった甥の柴田勝豊や従兄弟の柴田勝政を出陣させ、6月18日には近江長浜（滋賀県長浜市）まで進出させた が、その時既に光秀は秀吉によって討滅された後であった。
徳川家康は、甲州征伐の際に駿河を拝領した礼を述べるため武田旧臣の穴山信君（梅雪）を伴って5月29日に安土城に上って信長に面会し、信長の勧めにより京都や堺を遊覧中であった。堺では代官松井友閑や豪商達の饗応を受けていたが、6月2日の午前のうちに本能寺の変報を聞くと、上洛と称してすぐさま堺を出奔し、その日は近江信楽（滋賀県甲賀市）に宿泊した（家康と別行動を取った穴山梅雪は山城で土民に殺された）。3日朝、伊賀越えの道より伊賀に入り、領国三河への最短距離となる間道を抜けて伊勢加太（三重県亀山市）を通過して伊勢の白子（三重県鈴鹿市）から船に乗り、6月4日には三河の大浜（愛知県碧南市）に到着して本拠の岡崎城（愛知県岡崎市）にたどりついた。家康は密かに匿っていた武川衆、津金衆、依田信蕃、曾根昌世、岡部正綱らをはじめとする武田遺臣を次々に召し出し、甲信調略を開始した。岡部正綱と曾根昌世が甲斐衆に知行安堵状を発行したことが河尻秀隆に知られ、河尻の下へ派遣されていた本多信俊は河尻に殺害された。一方、西への出陣は3度も延期され、家康が岡崎城を出陣したのは6月14日であった。家康もまた光秀攻めをめざして熱田神宮（名古屋市熱田区）まで進んだが間に合わず、清須会議の後、甲斐・信濃攻めに着手し、短期間で領国を拡大させた（天正壬午の乱）。
滝川一益は上野厩橋城（群馬県前橋市）を本拠として北条氏と対峙しながら東国の新領土の経営に奮闘しており、変の報せが到着したのも大幅に遅れた。同じく旧武田領を支配していた織田家家臣のうち、河尻秀隆は甲斐に留まっていた（のちに本能寺の変を受けた武田遺臣らによる蜂起で敗死）。森長可は信濃におり、のちに森氏本領の美濃へ脱出した。
織田信雄（信長の次男）は、本領の伊勢松ヶ島城（三重県松阪市）にいた。しかし、その兵の大部分は信孝の四国征討軍に従軍していたので、信雄の周囲には僅かな兵しかなく、伊勢より動くことはできなかった。
以上のように、本能寺の変の起こった当時、信長軍団の師団長ともいうべき諸将は光秀を除いて殆どが遠方に出払い、あるいは、戦争準備の最中であり、同盟者であった家康も僅かな供回りを連れての上方遊覧の途上にあって、畿内中心部は一種の戦力空白に近い状況であった。加えて、光秀の組下として行動をともにすることの多かった丹後の細川藤孝・忠興父子や大和の筒井順慶、摂津の池田恒興、中川清秀、高山右近らは国元で中国攻めの軍を準備中であった。
本能寺の変報が各地に伝えられると共に、光秀に与同する者も現れたが、日和見的な態度をとる者も多かった。こうした情勢は、しばしば織田方諸将の行動を牽制させることともなっていた。

### 秀吉と高松城陥落

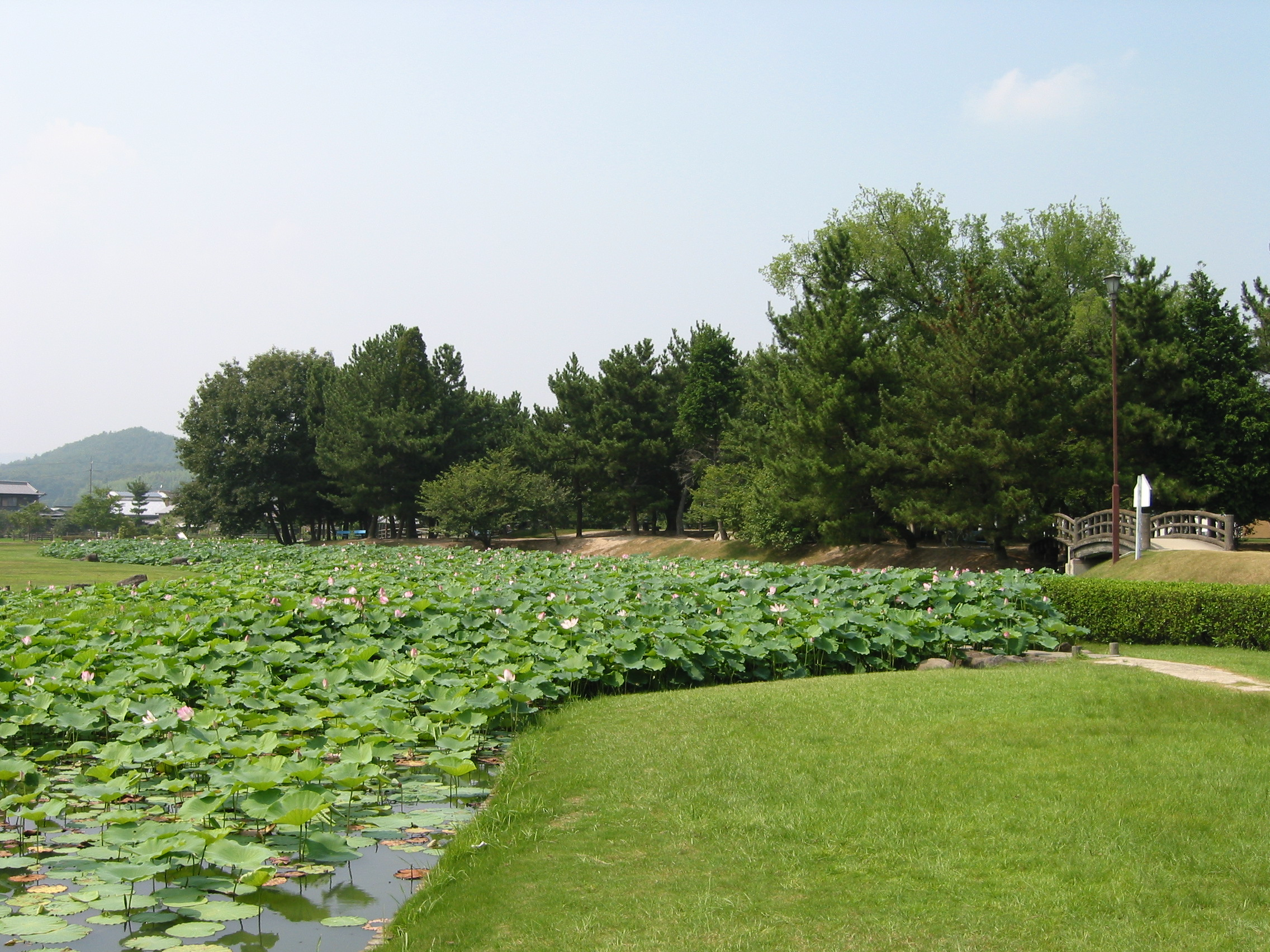
備中高松城本丸址公園

羽柴秀吉が、「信長斃れる」の変報を聞いたのは6月3日夜から4日未明にかけてのことであった。『太閤記』では、光秀が毛利氏に向けて送った密使を捕縛したことを説明している。『常山紀談』では、秀吉が所々に忍びを配置しており、備中庭瀬（岡山県岡山市北区庭瀬）で怪しい飛脚を生け捕りにしたところ「信長を打ち取らば、秀吉必ず敗北すべし。秀吉を追い撃たれよ」と毛利側へ送る密書を持っていたとしている。また、京の動向を知らせるよう依頼していた信長側近で茶人の長谷川宗仁の使者から知りえたともいわれている。なお、光秀の密使としては明智氏家臣の藤田伝八郎の名が伝わっており、岡山市北区立田には「藤田伝八郎の塚」が現在も残っている。戦国史研究者の渡邊大門は、秀吉が上方の情報全般を入手するための使者を配置していた可能性を指摘している。
秀吉は変報が伝わると情報が漏洩しないよう備前・備中への道を完全に遮断し、自陣に対しても緘口令を敷いて毛利側に信長の死を秘して講和を結び、一刻も早く上洛しようとした。また、変報が伝わった際、黒田孝高は傍らで主君信長の仇を討つよう進言したという逸話がある。秀吉は情報を遮断した状況下で直ちに6月3日の夜のうちに毛利側から外交僧安国寺恵瓊を自陣に招き、黒田孝高と交渉させた。毛利側も、清水宗治の救援が困難だとの結論に達しつつあり秀吉との和睦に傾いていており、変報を知ったのは秀吉が撤退した翌日だった。この、本能寺の変を知りえるまでの情報入手における微かな時間差がその後の両者の命運を大きく分けたことになる。後述もするが、吉川元春が追撃しようとしたものの、小早川隆景が制止したという説がある。
3日深夜から4日にかけての会談で、当初要求していた備中、備後、美作、伯耆、出雲の5か国割譲に代えて備後と出雲を除く備中、美作、伯耆の3か国の割譲と宗治の切腹が和睦条件として提示された。秀吉側は毛利氏に宛てて内藤広俊を講和の使者に立てている。忠義を尽くした宗治の切腹という条件について毛利家は難色を示したが、恵瓊は、高松城の城兵の助命を条件に宗治に開城を説き、ついに宗治も決断した。
秀吉は宗治に酒肴を贈った。小舟で高松城を漕ぎ出した宗治は、水上で曲舞を舞い納めた後に自刃した。「浮世をば 今こそ渡れ もののふの 名を高松の 苔に残して」が辞世であったといわれる。秀吉は宗治の切腹を見届け、「古今武士の明鑑」と賞したという。宗治とその兄僧月清らの自刃は6月4日の午前10時頃と推定される。この後、秀吉は高松城に妻北政所（ねね）の叔父にあたる腹心の杉原家次を置いた後、兵を東方へ引き返した。
毛利方が本能寺の変報を入手したのは秀吉撤退の日の翌日で、紀伊の雑賀衆からの情報であったことが吉川広家の覚書（案文）から確認できる。この時、吉川元春などから秀吉軍を追撃しようという声もあがったが、元春の弟・小早川隆景はこれを制し、誓紙を交換している上は和睦を遵守すべきと主張したため、交戦には至らなかった。毛利輝元もこれを了承し、人質として秀吉側から毛利重政・高政兄弟が送られた（『日向記』）。4月下旬に瀬戸内海の制海権を失い、持久戦の準備をしている織田軍に対して力攻めをする兵力がなく、持久戦に耐える物資輸送手段に窮した毛利氏には講和をするほかなかったのである。
また、毛利勢は備中松山城（岡山県高梁市）に本陣を置き、領国防衛を第一とする基本的な構えで秀吉軍に対峙していることから、守備態勢を追撃態勢に切り換えることは事実上不可能であったとする見解もある。事実、秀吉は万一毛利勢から追撃される場合を措定して備前に宇喜多秀家の軍を留め置いている。仮に宇喜多軍が突破されても、伯耆の南条元続が毛利領に侵攻して毛利軍の背後を衝く手筈となっていたことも考えられる。光秀の立場からすれば、毛利の勢力が秀吉の背後を衝き、東西から挟撃する態勢となることを期待したが、毛利氏はそれに呼応しなかったし、呼応しても秀吉に挟撃できない状況を作られていたことになる。

### 姫路への撤退

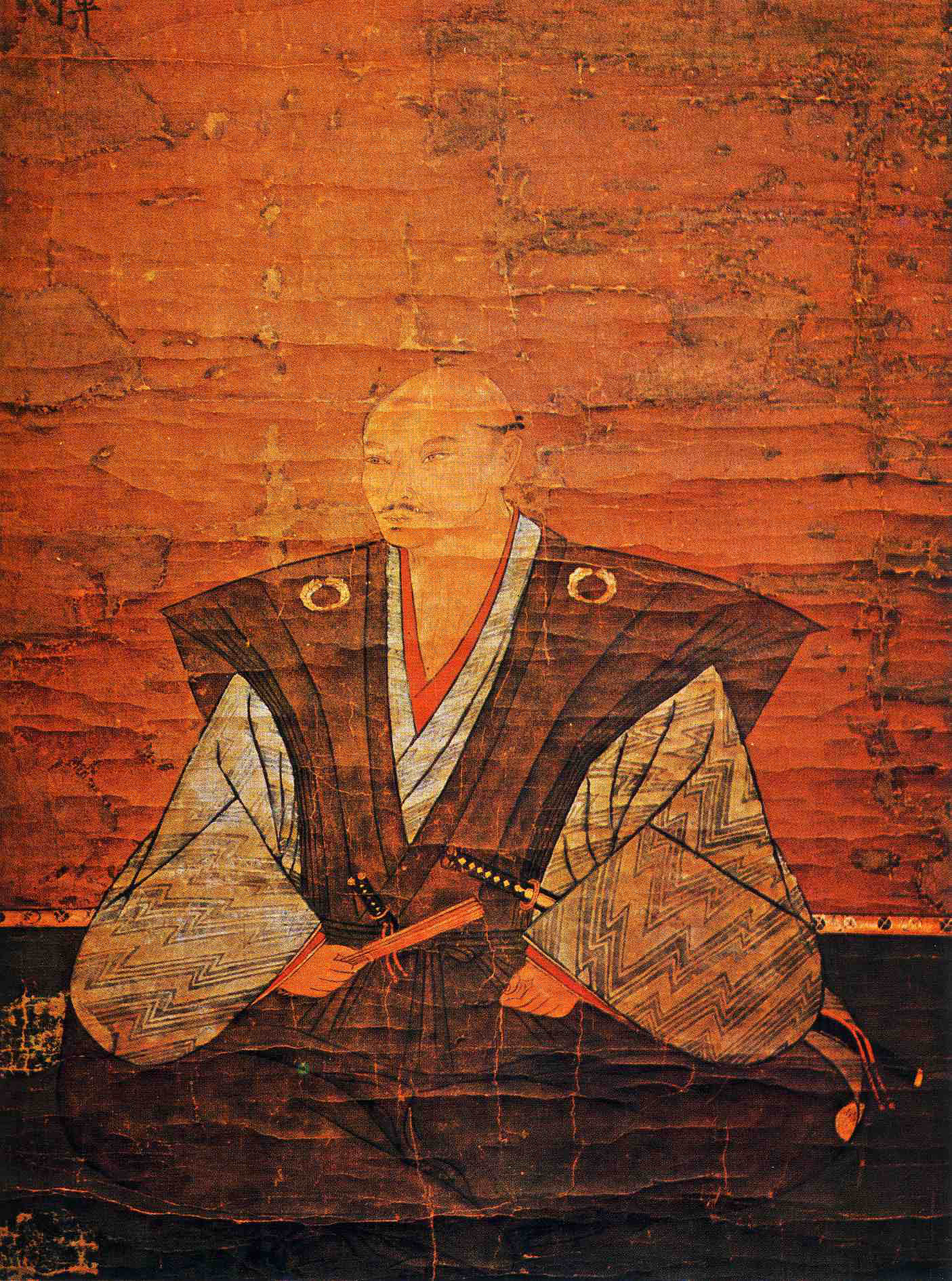
山崎では軍功をあげたが賤ヶ岳で戦死した中川清秀

「中国大返し」における姫路までの行軍の実態はよくわかっていない部分も多いが、経路は山陽道の野殿（岡山市北区）を経由するルートがとられたものと考えられる。
このルートについて湯浅常山の著書『常山紀談』巻の五によると、宇喜多氏が明智光秀に通じており、長臣老将の面々が「秀吉の帰路を塞ぐべきや、如何せん」「さらば城中にて討取るべし。願う処の幸なり」と相議して秀吉を討取ろうとしていたが、秀吉は、6月7日の明け方に備中高松から岡山に行くと嘘の情報を流して宇喜多を欺き、「奥州驪（おうしゅうぐろ）という名馬に乗り、雑卒に交じり吉井川を渡り片上（備前市）を過ぎ、宇根（兵庫県赤穂市有年）に馳せ著けたれば馬疲れたり」としており、野殿や沼城に立寄ったとは書かれておらず、逆に討取られるのを恐れたのか、宇喜多の勢力圏内から逃げ帰るように播磨まで駆け抜けたとしている。『梅林寺文書』では五日には野殿に在陣していたとある。
秀吉軍が備中高松城の陣を引き払って撤退し、備前沼城（岡山市東区）へ向かって「中国大返し」を開始したのは、清水宗治の自刃を見送ってすぐの6月4日の午後 とする見解と、高柳光寿、池享、藤田達生らをはじめとした6月6日とする説が存在する。谷口克広もまた、『浅野家文書』や大村由己『惟任謀反記』などより6月6日未刻（午後2時頃）としている。
藤田によれば、5日のうちは毛利方の出方を見極め、6日には水攻めに用いた堤防を切って高松城包囲の陣を解いたのちの出発ということになる。この場合、堤防南端を切ることで足守川の下流一帯が泥沼の状態となれば、万一、毛利氏が追撃を決して、それを行動に移したとしても、全軍が移動するのには相当の時間がかかるだろうという計算もみえる。谷口もやはり毛利軍の出方を警戒して2日間高松に滞陣したとしており、その上で『萩藩閥閲録』を根拠に毛利軍が高松の陣を払って引き上げたのを確認してから出発したと述べている。
6月5日、秀吉は摂津茨木城（大阪府茨木市）の城主で明智光秀に近い中川清秀に対して返書を送っている。それによれば、野殿で貴下の書状を読んだが、成り行き任せで5日のうちには沼城まで行く予定であると記しており、同時に、ただ今京都より下った者の確かな話によれば、
と述べている。つまり、上様（信長）も殿様（信忠）も無事に難を切り抜け、近江膳所（滋賀県大津市）まで逃れているということであり、続けて福富平左衛門が比類ない働きをした、めでたい、自分も早く帰城すると記している。
これは、明らかな虚偽の情報であった。この手紙が高松の陣で書かれたのか、野殿で書かれたのかは不明であるが、本能寺の変に伴う清秀の動揺や疑心暗鬼を、偽情報を流してでも鎮めようとしたものと考えられる。秀吉は既にこの時点で、情報操作によって少なくとも清秀が光秀に加担しないように気を配り、事を自らの有利に運ぼうと画策したことが覗われる。
岡山城の東方に立地する沼城は、その姿から亀山城とも呼ばれ、岡山城に本拠を移すまで宇喜多直家の居城であり、嫡男・秀家の生まれた城であった。高松城から沼城までの距離はおよそ22キロメートルあり、重装備での行軍となった。6月6日未刻に高松を発したとする場合、沼城への入城はその日のうちのことであると思われる。
4日に高松を出発した説に従えば、4日夜は、野殿を過ぎたところで野営を行ったとみられ、沼城へは翌6月5日の昼過ぎに到着して数時間ここで休憩をとり、宇喜多勢をここに残して、秀吉の本拠地播磨国姫路城（兵庫県姫路市）へと向かったとされている。
毛利氏が絶好の上洛の機会を捨てて高松の陣を引き上げてしまったのは何故かということに関しては、谷口が『萩藩閥閲録』に「謀反した者は津田信澄・明智光秀・柴田勝家」と記されていることに着目し、もしこの情報通りであると毛利方が受け止めたなら、仮に秀吉軍を破っても明智・柴田の大軍と対峙しながら入京するのは困難だと判断したのではないかと論じている。

### 姫路城への帰還

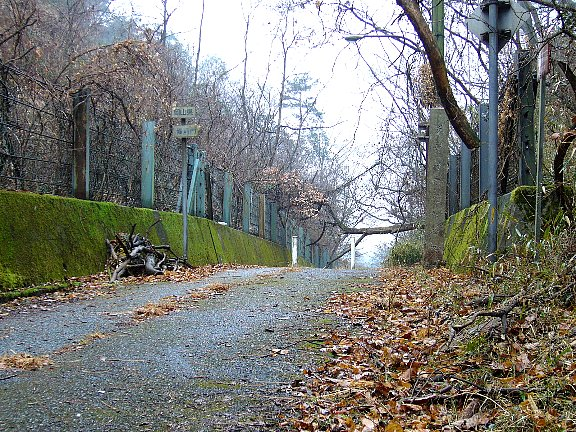
備前・播磨国境の船坂峠

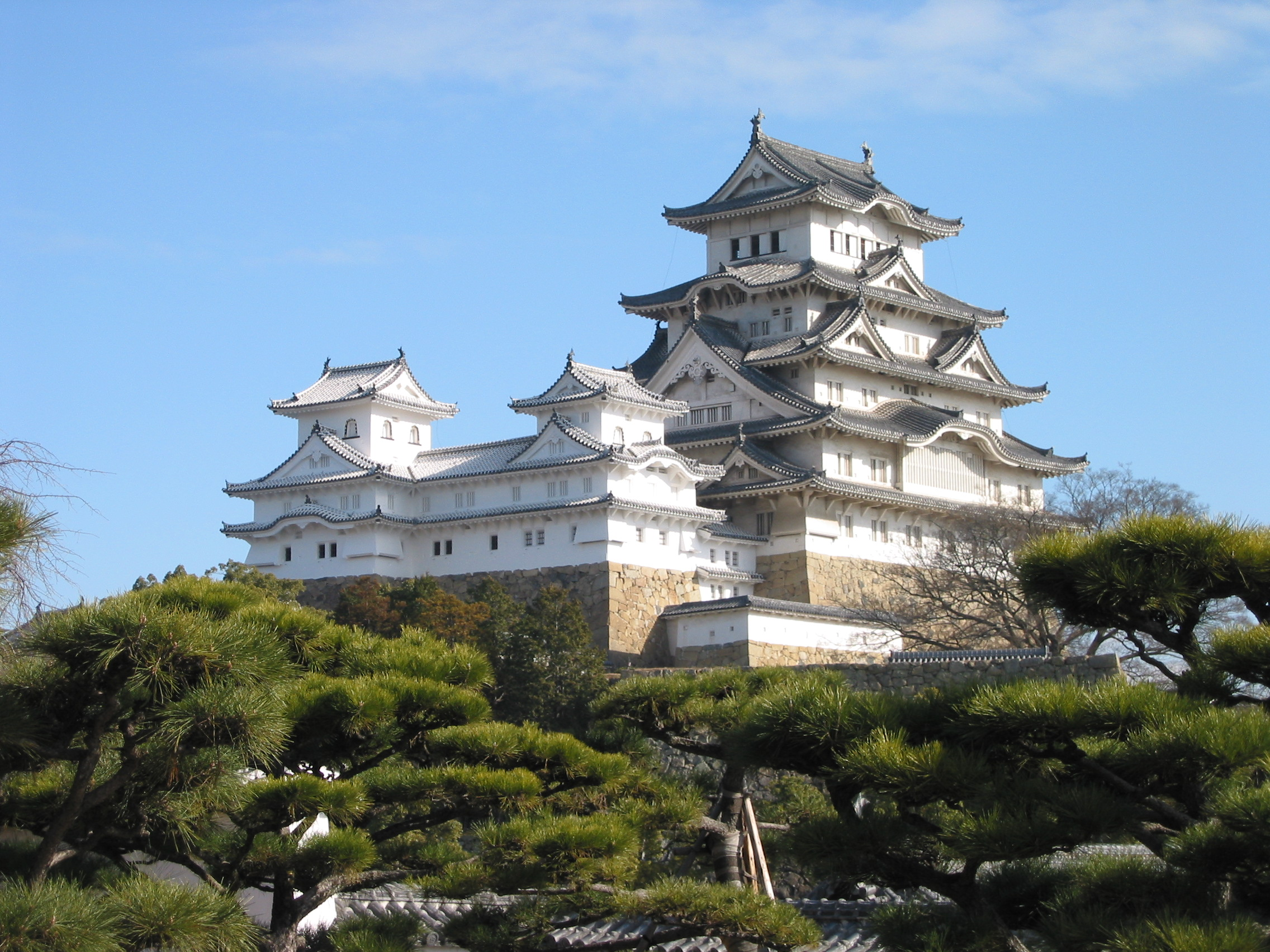
池田輝政によって改修された姫路城の天守（ユネスコ世界遺産）

姫路城は、秀吉の中国攻め以前は姫山城といい、黒田孝高の居城であったが、天正5年（1577年）の秀吉の播磨着陣の際に孝高より秀吉に献上され、播磨を再び平定した後に改めて城が築かれ、城下町の整備が成された城であった。
沼城から姫路城までは約70キロメートルの道のりであるが、秀吉が姫路城に帰還したのは6月7日夕方とする見解が最も多い。6月4日のうちに備中高松を引き払ったとする説では、姫路帰還は6月6日夜のことと考えられている。なお、藤田達生は、7日は洪水のため滞陣し、姫路到着を8日とする見解を示している。
沼城と姫路城の間には軍記物語『太平記』に「山陽道第一の難処」と記された船坂峠があり、谷が深く、道が狭隘な上に滑り易いとされていた。また、姫路城への帰還は暴風雨の中行われたという記録もあり、道筋の河川は相次いで増水したという。この時、秀吉は氾濫した川近くの農民を雇って、人の鎖をつくり、その肩に負いすがりつつ川を渡らせたという逸話が残っている。
行軍は、秀吉を先頭に2万以上の軍勢が、一部は後方の毛利軍を牽制しながらなされた。街道で道幅の狭い箇所では2間（約3.6メートル）に満たないところもあり、兵は延々と縦列になって進まざるをえないことも多かったと考えられる。これは非常に危険な行軍となったことから、秀吉自身と物資を輸送するための輜重隊とは、危険と混乱を回避するために海路を利用したのではないかという憶測も生まれた。いずれにしても、悪天候の中1日で70キロメートルの距離を走破したこととなり、これは当時にあって驚異的な速度といってよい。尚、6日に全員が姫路に到着したと考える必要はなく、翌日以降も次々と兵卒が姫路に到着したと考えるべきではないかとする指摘もある。
城郭考古学者の千田嘉博（奈良大学教授）は、兵庫城発掘調査の結果などから、秀吉が信長の中国親征などに備えて各所に休息・宿泊できる御座所（ござどころ）を整備して兵糧も蓄えていたと推測し、それが中国大返しを支えたとの説を唱えている。
本拠地姫路城に到着した秀吉軍は、6月9日朝まで滞留し、休養をとった。休養にあてた一日、秀吉は姫路城の蔵奉行を召集し、城内に備蓄してあった金銭・米穀の数量を調べさせ、これらを身分に応じて配下の将兵に悉く分与したといわれる。これは、姫路籠城の選択肢はないこと、目的は光秀討伐以外ないことを鮮明にし、決死の姿勢を示した上で、負けても姫路へは帰れないが、勝てば更なる恩賞も期待できることを示唆しての処置であったと考えられる。
一方の明智光秀は、娘のガラシャ（たま）の夫で丹後田辺城（京都府舞鶴市）の城主・細川忠興と、その父で足利義昭擁立以来の僚友・細川藤孝を味方に誘うなど、新体制作りに専心した。ところが、藤孝・忠興の父子は6月3日の段階で「信長の喪に服す」と称して剃髪し、中立の構えを見せることで、婉曲にこれを拒んだ。この時、藤孝は「幽斎玄旨」と名を改めて家督を忠興に譲り、忠興の正室ガラシャは丹波山中に幽閉された。なお、6月8日までの間に、秀吉方は藤孝と連絡をとっている可能性がある（後述）。
朝廷は、近江をほぼ平定した光秀に対し、6月7日、吉田兼見を勅使として安土城に派遣し、光秀の勝利を祝賀している。光秀はこれと会見し、8日には坂本城に帰った。
なお、武田勝頼に内通した疑いで天正8年に織田家より追放されていた安藤守就は、本能寺の変では光秀に呼応し、2日、子の尚就と共に美濃で挙兵したが、8日に北方城（岐阜県北方町）の城主稲葉良通（一鉄）に攻められ自害している。光秀が秀吉の行軍の情報に接したのは、同じ8日のことであった。

### 洲本占領と尼崎到着

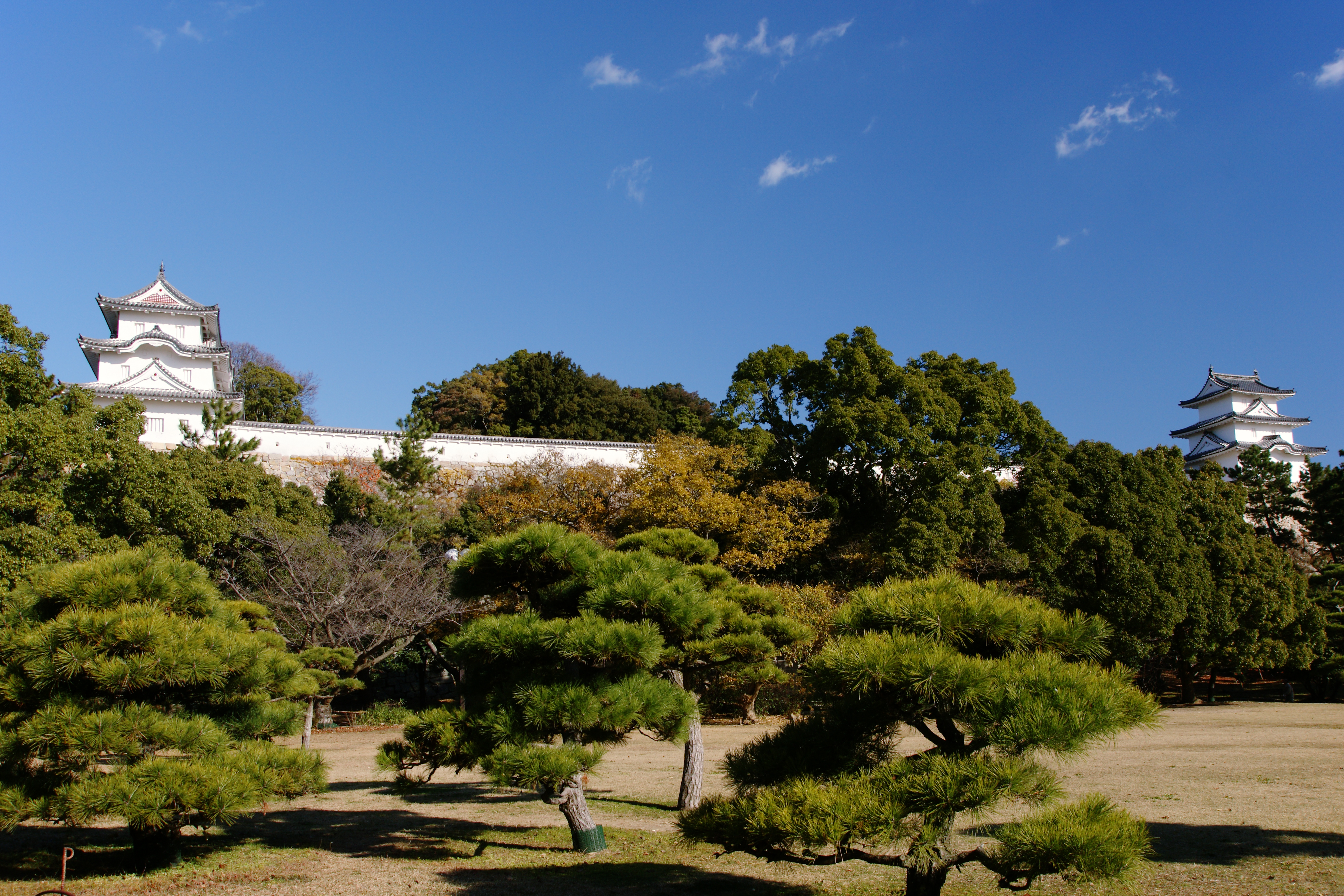
兵庫県立明石公園

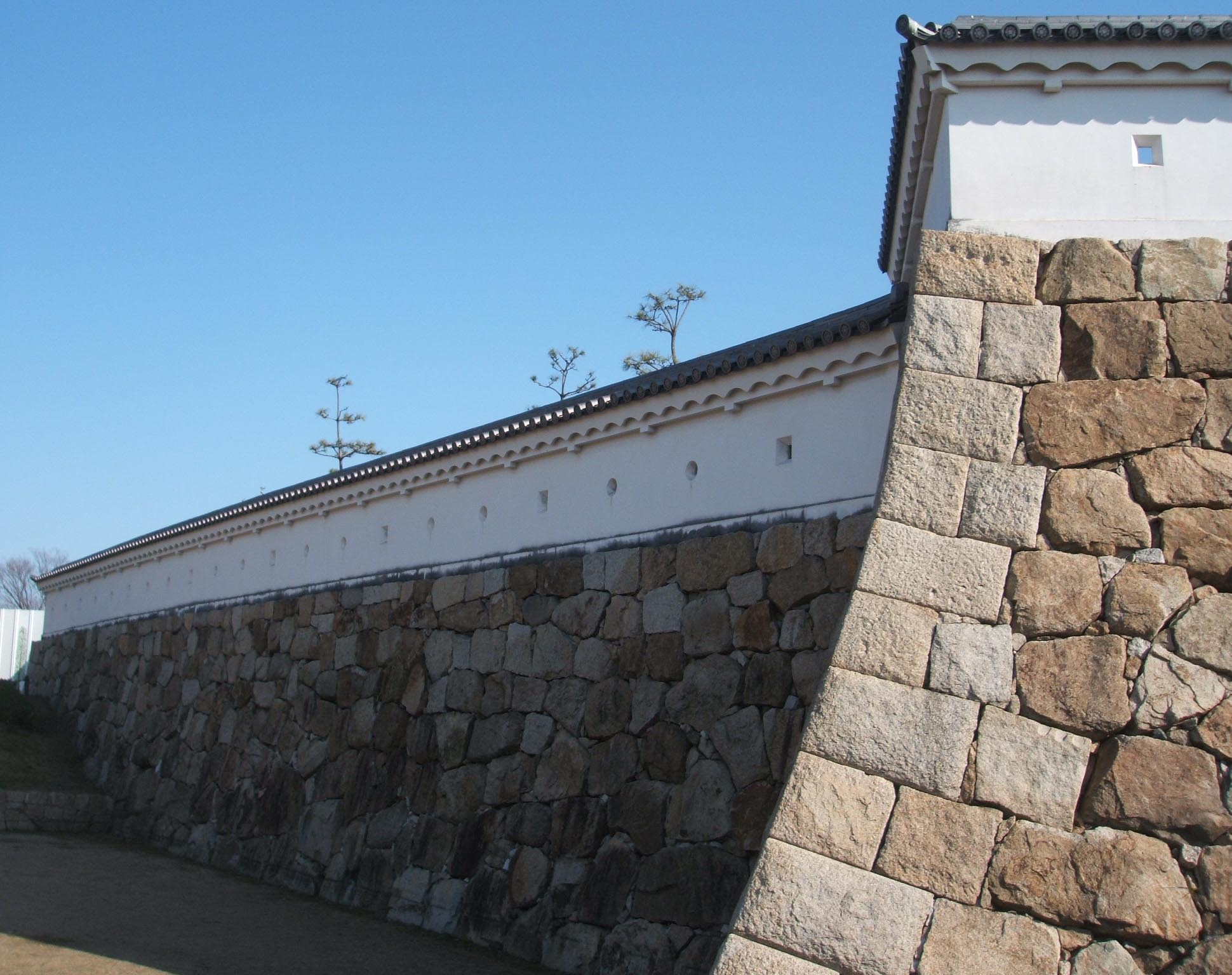
当時は大物城と呼称した尼崎城

姫路を出発したのが6月9日であったことについては、それぞれの史料において一致している。9日朝、秀吉は浅野長吉（後の浅野長政）を留守居役として姫路に留め、残り全軍を率いて姫路城を進発した。この日は明石を経て、夜半には兵庫港（神戸市兵庫区）近くに野営した。また、別働隊を組織して明石海峡より淡路島東岸に進軍させ、明智方にまわる可能性のある菅達長（菅平右衛門）の守る洲本城（兵庫県洲本市）を攻撃した。菅氏は毛利氏に与力していたので、水軍による海上からの襲撃を警戒したものであった。洲本城は9日のうちに落城した。
秀吉は同時に、播磨・摂津国境付近に岩屋砦を普請している。これは、6月10日付の秀吉書状によれば明智光秀が久我（京都市伏見区）付近に着陣したと記されていることから、光秀が摂津・河内方面へ移動するのではないかと考えたため、国境付近を固めて急襲に備える必要に迫られたからと推定される。
当時、大坂に滞在中の神戸信孝が光秀軍に包囲されて自刃したという風評も流れていた。10日付けの秀吉書状には、6月11日までに兵庫または西宮（兵庫県西宮市）辺りまで行軍する予定であると記されている。実際には10日の段階で光秀は京の下鳥羽（京都市伏見区）におり、山崎周辺にも兵を派遣していた。この段階では、秀吉・光秀の双方が互いの真意を探りつつ、意図的に風評を流すことも含めた情報戦を展開していたのである。
秀吉軍は10日朝に明石を出発し、同日の夜には兵庫まで進んでいた。10日夜は兵庫で充分に休息し、翌6月11日朝に出発。摂津尼崎へ到着したのは、その日の夕刻であったろうと考えられる。尼崎東方には淀川が流れ、その対岸は大坂である。秀吉が亡君の弔い合戦に臨む決意を示すため、当時、尼崎東郊にあったとされる栖賢寺（廃寺）で自身の髻（もとどり）を切ったという逸話が残っている。秀吉は大坂在陣中の丹羽長秀、神戸信孝および有岡城（兵庫県伊丹市）の城主池田恒興らに尼崎へ着陣したことを書面で伝えた。
この間、光秀は近江方面の攻略が一段落した9日、勅使下向の返礼と称して安土より上洛した。光秀入京の際には公家や町衆が群がって出迎えたといわれる。光秀は吉田兼見を通じて朝廷に銀子500枚、京都五山・大徳寺などを含めると700枚の銀子を献上、さらに上京・下京に対して地子銭免除の特典を発し、新たな天下人として振る舞った。
また光秀は、6月9日付で細川藤孝（幽斎）に対して再び書状を送り、味方してくれれば摂津一国と、希望とあれば但馬でも若狭でも藤孝父子に差し上げる、50日・100日の間に近国を平定し、その後は忠興や自分の嫡子明智光慶に政務を譲って引退すると約束した。しかし、藤孝はまたも中立の姿勢を貫いたが、藤田達生によれば、この間、遅くとも6月8日までに秀吉の使者が藤孝と接触していたとしている。藤孝は光秀からの要請に応じなかったが、山崎の戦いでは秀吉にも加勢しなかったにもかかわらず、7月11日付の書状においては秀吉は藤孝に対し、その全面的な協力に謝意を表し、今後の細川氏の処遇を請け合うことを神に誓う起請文を発している。
一方で、光秀は大和には使者を送り、筒井順慶に加勢を求めた。順慶は、6月2日の時点では上洛の途中であったが、本能寺の変報を聞いて引き返した。4日には兵を山城に出し、5日には一部を近江に進出させて光秀に協力したため、光秀への加担が確実なものと周囲には思われていたが、9日には居城の郡山城に退去して、籠城の覚悟を決めて米や塩を入れはじめた。態度をはっきりさせない順慶に対して光秀は、10日、宇治川・木津川を越えて男山（京都府八幡市）に近い洞ヶ峠（京都府八幡市・大阪府枚方市）まで出かけて圧力をかけたが手応えがなく、同日、順慶は山城に派遣していた兵も引き揚げてしまった。光秀は順慶への誘いを諦め、男山に伏せておいた兵力を撤収させ、洞ヶ峠を降りて下鳥羽に陣を敷いた。また、兵の一部と近在の農民を徴発して天王山の北に位置する淀城（京都市伏見区）を修築し、その西方の勝竜寺城（京都府長岡京市）にも兵を入れた。これは10日から11日にかけてのことと考えられる。
なお、秀吉は備中高松から姫路までの移動の迅速さに比べれば、姫路からの移動は、慎重さを伴い、着実な行軍に重点が置かれている。姫路までは、毛利方の追撃を免れるため何よりもスピードが重視されたのに対し、姫路からは光秀の放った伏兵などを警戒しながらの行軍であり、同時に同盟者を募り、情報戦を繰り広げながらの行軍だったのである。

### 摂津富田への布陣

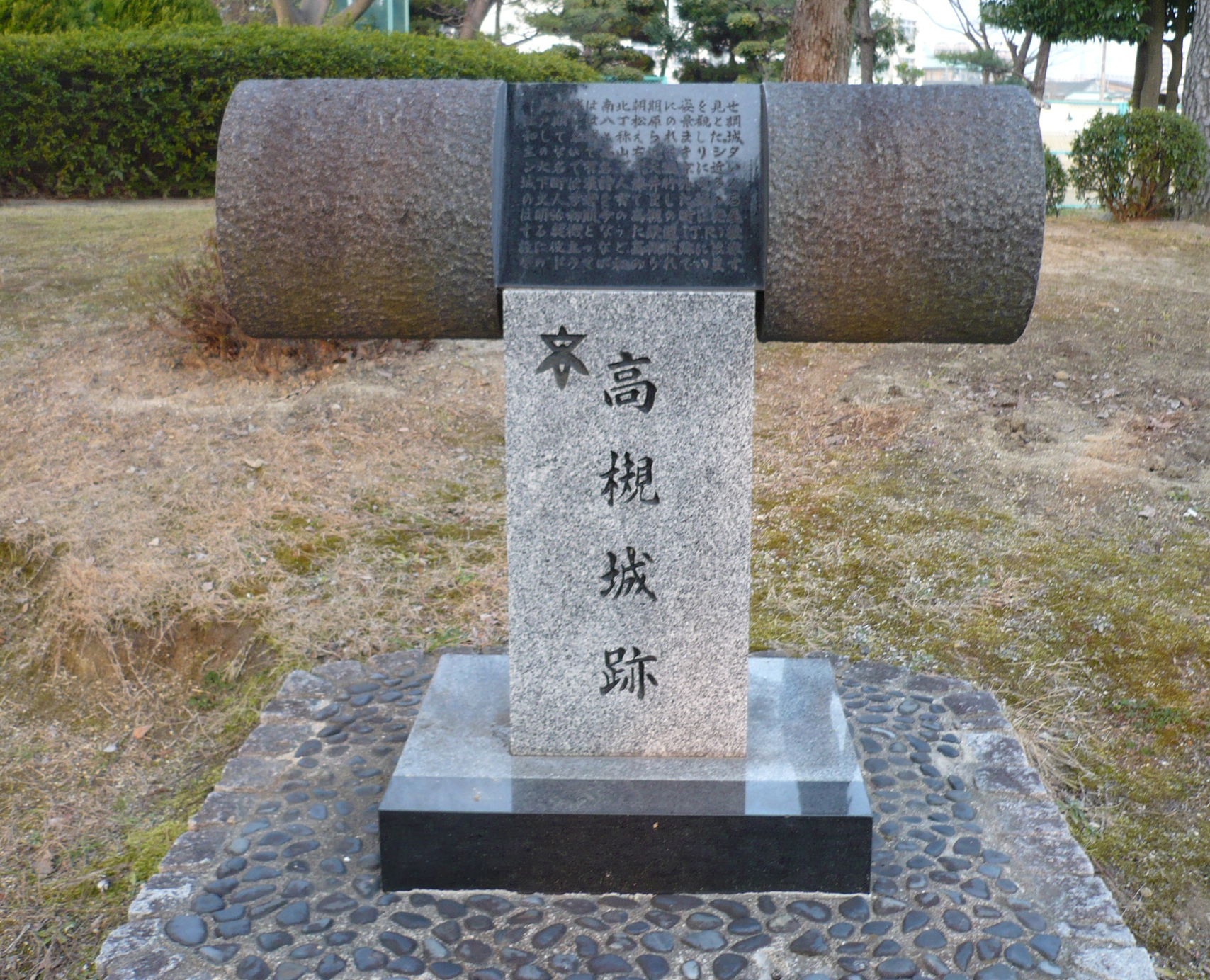
高槻城跡の石碑

織田信孝・丹羽長秀、池田恒興らに尼崎着陣を伝えた書状において秀吉は、今回の戦いは「逆賊明智光秀を討つための義戦である」ということを強調している。6月12日、秀吉軍は尼崎から西国街道をそのまま進み富田（大阪府高槻市）に着陣したが、秀吉の宣伝は功を奏し、恒興、中川清秀、高山右近ら摂津の諸将が相次いで秀吉陣営にはせ参じた。中国方面軍司令官である秀吉が大軍を率いて無傷で帰還したことで、それまで去就をためらっていた諸勢力が一気に秀吉方についたのであり、このことが山崎の戦いでの秀吉の大勝利につながった。一方の光秀はキリシタン大名の右近に対してイエズス会の宣教師オルガンティノを通して説得したが、成功しなかった。
大坂で信孝、長秀の軍と合流した上で京に向かうのではなく、秀吉が西国街道をそのまま進んで富田に着陣したことについては、秀吉が既にこの時点で戦後の政局を考慮しており、誰よりも早く主君の弔い合戦に駆けつけたのは秀吉軍であるということを広く天下に知らしめる必要があったとする見解がある。
浄土真宗教行寺の寺内町として栄えた富田は大阪平野北端にあって天王山にも近く、茨木城と高槻城のほぼ中間に位置して西国街道が通じ、淀川の水運も利用できた。また、微高地状の地形になっていて守備も比較的容易だったため軍事拠点に選ばれたのである。秀吉は富田に野営を設けて作戦会議を開き、その結果、
1. 左翼（山手）…羽柴秀長、黒田孝高ら
2. 中央（中手筋道）…高山右近、中川清秀、堀秀政ら
3. 右翼（川手）…池田恒興、池田元助、加藤光泰ら

の三軍に分かれて進撃することに決し、右近・清秀らに先発を命じた。そこへ信孝・長秀が大坂より合流した。秀吉軍の軍勢は『太閤記』では4万余、『兼見卿記』では2万余と記しているが、谷口は2万余が実数に近いのではないかと推測している。明智討伐軍の総大将には信孝が立ったものの、信孝自身兵の多くが逃亡し、ひたすら秀吉の到着を待つほかなかった。畿内の有力諸将を味方につけてこれを編成した功績は秀吉にあり、秀吉が終始主導権を握ったのも自然の成り行きであった。

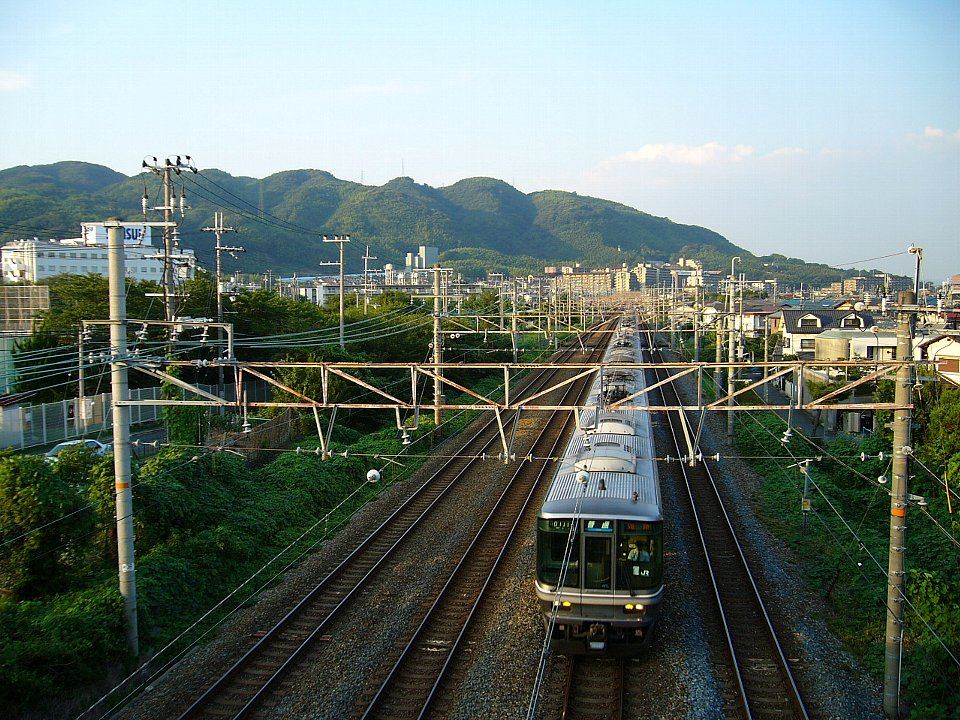
大阪府側から見た天王山（東海道本線奥）

対する光秀軍は、右近、清秀、順慶のみならず姻戚関係にあった細川父子からも協力が得られなかったため、兵員は秀吉軍の半数以下であった。『太閤記』には、秀吉軍計4万人に対して、光秀軍1万6,000人と記しているが、多めに見積もっても兵員1万5,000人程に過ぎなかったという見解もある。いずれにせよ、寡兵で戦わざるをえない光秀としては、淀川と天王山に挟まれた山崎の狭隘な道を秀吉軍が縦長の陣形で進軍してくるところを順次撃破していくという作戦しかとれなかった。
今日においても大阪平野の北摂地方から京都盆地に入るには、どうしても通らなければならないのが山崎の地である。光秀としては、秀吉の大軍をどうにかして山崎の隘路において防ぎ止めなければならないと考えていたものと思われる。光秀はこの作戦に基づいて勝竜寺城を前線として淀城を左翼、円明寺川に沿った線を右翼として兵を配置、中央には子飼いの斎藤利三や阿閉貞征らの近江衆を配して先鋒隊とした。しかし、光秀の本陣は12日時点でも下鳥羽に置かれたままであった。その面では、光秀の作戦は軍事的のみならず心理的にも守勢に立ったものといってよい。なお、この作戦を有利に展開していくためには、山崎を見下ろす戦略的な要地である天王山を確保しなければならなかったという見解がある一方、天王山の重要性に否定的な見解もある。

## 山崎の戦い
秀吉が富田に着陣した頃から、既に光秀軍との前哨戦が始まっていた。光秀が駐留していた勝竜寺城付近で既に鉄砲を打ち合っていることが確認されていることより、秀吉には遊撃軍のような部隊があって、偵察も兼ねて背後より光秀を攻撃しようとしていたことが覗われる。勝竜寺城はかつて細川氏の居城であったが、丹後移封後は村井貞勝の与力矢部善七郎、猪子兵助が守備にあたっていた。光秀はその矢部氏より勝竜寺城を奪ったのである。
6月12日夜、富田で一夜を過ごした秀吉は、6月13日（ユリウス暦では1582年7月2日、グレゴリオ暦換算では7月12日）朝には同地を出発し、決戦の地山崎へと向かった。光秀もようやく本陣を下鳥羽から御坊塚（京都府大山崎町）へ移して戦線を円明寺川一帯へとひろげた。

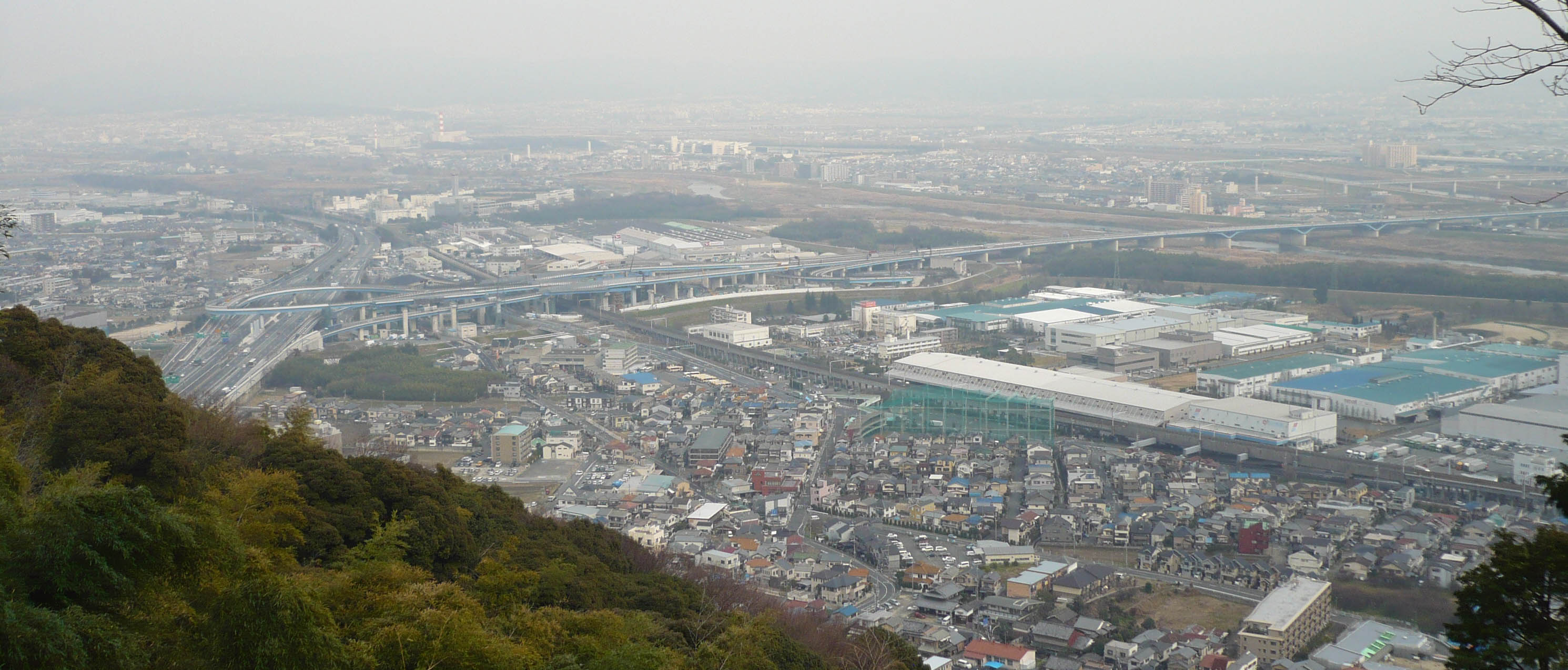
現在の小泉川（京滋バイパス）を挟んで両軍が対陣したといわれている山崎の町

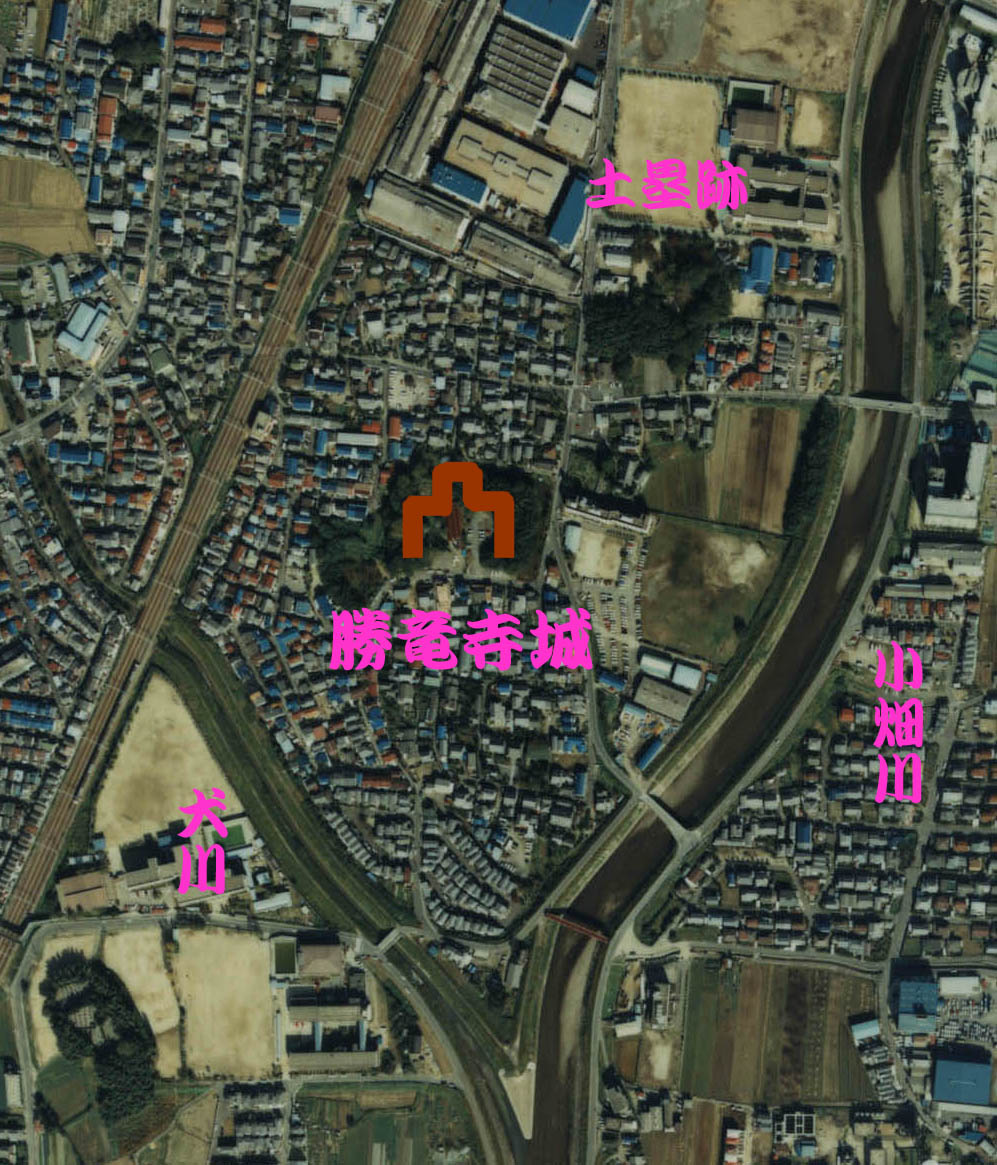
細川忠興とガラシャがかつて婚儀を結んだ勝竜寺城（推定城郭部分）

山崎は、木津川・宇治川・桂川の三川が合流して淀川となって大坂湾に流れ込む結節点となっており、現在でも、新幹線をふくむ鉄道や高速道路を含む幹線道路が何本も集中する土地柄である。また、中世を通じて灯明油の販売で発展し、「大山崎惣中」なる自治組織と特権を認められてきた町でもあった。
本能寺の変の翌日、山崎では光秀より禁制を得て、軍勢の狼藉や陣取り・放火の禁止、兵糧米賦課免除に成功した。光秀から禁制を得たことは、とりあえずは光秀を信長の後継者たる為政者とみなしたこととなる。無論、禁制の対価として光秀に対しては金銀が支払われた。しかし、ここに秀吉軍が侵入するという段になって、富裕な町であった山崎も混乱を極めた。もう一方の総大将である信孝からも禁制を得て掠奪や狼藉から免れようとしたが、山崎が激戦の舞台となることは、もはや避けられなかったのである。
秀吉が山崎に着陣したのは13日の昼頃であり、宝積寺（京都府大山崎町）に本陣を置いた。梅雨の季節ということもあって雨も降りしきっていたという。この戦いに先立って、勝敗の行方を決すると見なされていた天王山は、既に先遣隊の中川清秀らによって占拠されていて、高山右近隊も山崎の町に入って西国街道の通る関門を手中に収めた。この時、秀吉本隊は池田恒興らと共に右翼の川手方面を進んでいる。
申の刻（午後4時頃）、光秀軍の先鋒並河易家・松田政近隊ら丹波衆による中川清秀・黒田孝高・神子田正治隊への攻撃が始まり、秀吉軍は反撃を開始した（『兼見卿記』）。近くに居城を構える清秀・右近らは山崎周辺の地理にも明るく、兵力差もあって秀吉軍優位のうちに戦いは推移した。戦闘は光秀軍の丹波衆と天王山の山腹を占める中川隊との間から、やがて東の淀川沿いへと波及していった。
秀吉はこの状況を見てすかさず全軍に総攻撃を発令した。秀吉本隊の大軍が山崎の隘路より殺到したため、兵力、士気ともに勝る秀吉軍が光秀軍を圧倒し、光秀軍は副将斎藤利三らの奮戦にもかかわらず、たちまち総崩れとなった。ただしフロイスの観察によれば、高山・中川・池田の摂津衆に比べて、秀吉が中国地方より引き連れてきた兵はいずれも疲れていたという。このとき、光秀の軍勢は、光秀直属の家臣のほかに近江衆と丹波衆、そして京都近郊を本拠地とする旧室町幕府衆より構成されていた。このうち近江衆が、変後の近江平定の際に光秀に従った者が多く、総じて士気が低かったのに対し、伊勢貞興、諏訪盛直、御牧兼顕などからなる旧幕府衆は奮戦し、多くが討ち死にしている。
光秀は、山崎周辺に伏せておいた兵を早々に撤収させ、光秀本陣も解いて勝竜寺城に籠もらせたが、そこもまもなく秀吉軍に包囲された。勝竜寺城は堅城ではあったが、数万の軍勢による攻撃を支えることは無理であったため、光秀は近臣を従えて勝竜寺城を脱出して京方面に逃亡した。このため、京都市中は一時混乱を極め、主を失った勝竜寺城内の将兵もまた相次いで逃亡した。日本史学者小和田哲男は、この時の敗走が丹波へ向かう亀山組と近江へ向かう坂本組の二手に分かれてしまったことを指摘し、敗走先を一地点に集中できなかったことが「光秀にとって最大の誤算」と評している。翌朝、兵員僅かとなった勝竜寺城は秀吉軍に降伏を申し入れた。光秀自身は、近江での再起を図るべく、居城坂本城を目指して逃亡した。そして、現代の時法では日付の替わる翌未明、小栗栖（京都市伏見区）の間道へと差しかかったところを土民に襲われて死亡した。光秀の介錯をしたのは溝尾茂朝であったといわれる。
秀吉は13日夜は勝竜寺城包囲を配下に任せ、淀城に宿営している。翌14日、まだ光秀が死去したことを知らない秀吉は近江に進軍して三井寺（滋賀県大津市）に本陣を構えた。『豊鑑』などによれば、秀吉が光秀の死を確認したのは、この三井寺滞陣中のことであったとされている。小栗栖の里人が布で包まれた首級を発見し、近江方面をも見回るうちに秀吉進駐の事実を知って申し出たものだという。秀吉は首が光秀のものであることを確認し、首級は京都の粟田口に晒された。これには、洛中洛外より多くの見物人が集まったといわれている。
6月15日、安土城は原因不明の出火によって焼け落ちた。秀吉はその翌日に安土に入り、山本山城の城主阿閉貞大（貞征の子）に占領されていた長浜城を奪回し、丹羽長秀も佐和山城を回復した。秀吉は貞征・貞大父子を殺し、6月22日からは信孝と共に美濃・尾張へと進軍し、山城・近江とあわせて信長・信忠父子の本拠だった地域をあらかた掌握した。秀吉の母なかと妻ねねは貞大の占領中は伊吹山麓に潜んでいたという。
なお、東国にあった滝川一益は、6月16日から6月19日にかけて、神流川の戦いで北条氏直の軍に大敗して西方への撤退を余儀なくされている。一方、甲斐にあった河尻秀隆に対しては、徳川家康がこれを奪おうとして6月10日頃家臣本多信俊を甲斐へ送り込んで退去を促した（武田旧臣を煽り一揆を起こさせたともいう）。退去を拒否した秀隆は信俊を殺害するも、6月18日、一揆勢に襲撃されて落命した。信濃も森長可ら織田家の部将が撤退したため甲斐・信濃は空白地帯となり、両国を巡り家康と氏直が争うことになる（天正壬午の乱）。

## 歴史的意義

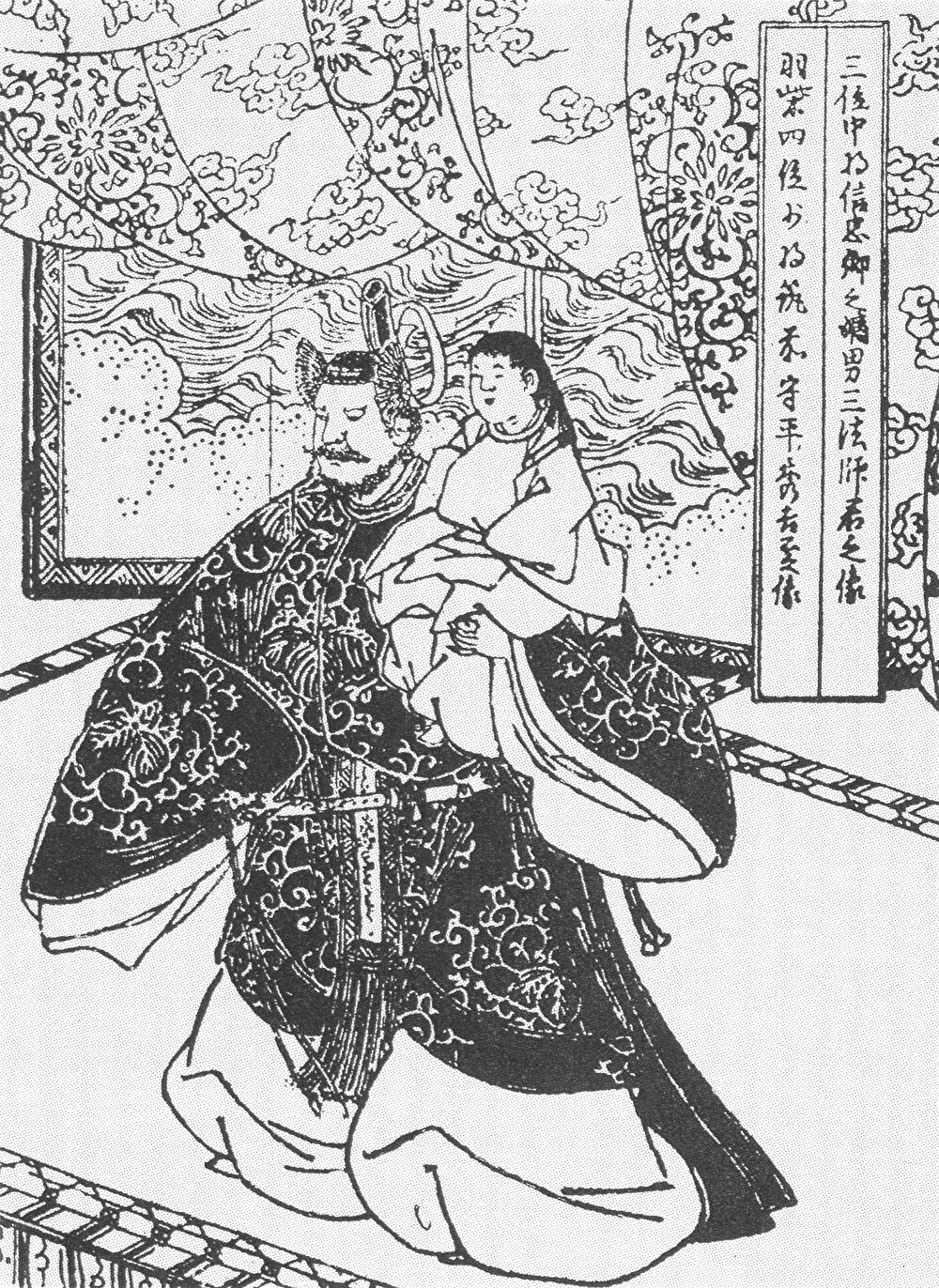
清洲会議の一場面（『絵本太閤記』）/日本城郭資料館所蔵

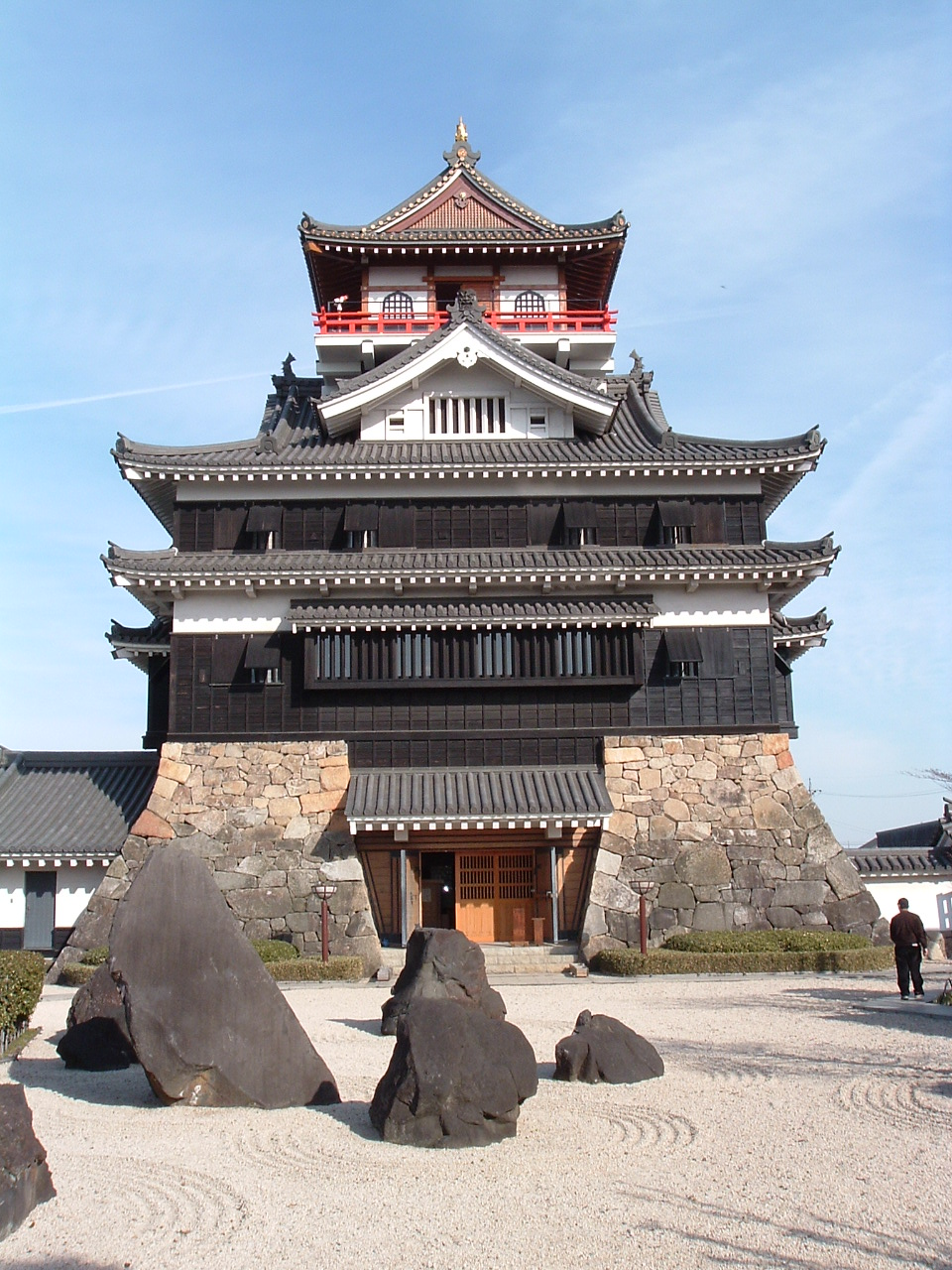
清洲会議が開かれた尾張清洲城（模擬天守閣）

本能寺の変は、上述したように、畿内中央において一種の戦力の空白状態となっているところへ、光秀には中国攻めへの加勢という大軍を動かす名分と理由があり、一方で主君信長は70人ほどの小姓衆とともに本能寺に投宿するという状況下で起こった。光秀からしてみれば、信長を弑逆するのに、これ以上はないという好条件の揃った、絶妙なタイミングでの謀反であった。
そしてここには、仮に遠征中の諸将が本能寺の変を知ったとしても、戦線を撤収して光秀を討つべく反転し、京都に攻め上ってくるのには時間がかかるであろうとの読みがあったと思われる。また、諸将が対戦している当の敵（毛利氏、上杉氏など）と光秀自身とが同盟し、織田方の諸将を挟撃する体勢にもっていければ、さらに時間を稼ぐことができるものと判断したであろうことは、光秀が毛利氏などに変報を伝えようと伝令を発していることからもうかがわれる。
もし、そのように時間的な余裕をつくりだすことに成功すれば、その間、朝廷を味方につけたうえで自らの後ろ盾とし、軍事的には、畿内中央ほか近江や美濃など信長の領国の核心部を制圧して、仮に遠征中の諸将が合同して光秀に立ち向かったとしても、ある程度の余裕をもって対抗できる勢力をそこに培うことが可能であるという見通しがあったものと思われる。そのことは、上述した光秀の細川幽斎宛ての6月9日付書状にも、50日、100日のうちには近国を固め、その後を忠興らに託したいとの文章があることからも窺える。
秀吉の迅速果敢な中国大返しの大行軍は、このような光秀の読みや見通しを覆す効果を有していた。光秀・秀吉はともに「時間が勝負」であるという認識をもっていたと思われるが、結果からみれば、光秀はそれに失敗し、わずか10日以内に中国地方から京に駆けつけた秀吉は大成功をおさめたことになる。たまたま大返しの通路が自軍側の土地で、中継基地として軍事物資の集積されていた姫路城を利用できたという幸運を割り引いても、その行動は見事であり、大返しの成功は､謀略ではなく幸運の産物である。光秀は、羽柴軍の予想を上回る速い進撃に対応が遅れたといえる。
このことについて、ルイス・フロイスは光秀の失敗は、彼が摂津の諸城を占領して、諸大名から人質をとらなかったことに起因するとしている。藤田達生もまた、光秀にとって最も深刻たるべき誤算は、従前彼の組下であった中川清秀、高山右近、池田恒興ら摂津諸将の離反とみなしている。これに対し、高柳光寿は結果からすればまさしくその通りではあるものの、当時の光秀の立場に即して考えれば、それまで光秀と深い関係にあった大名や組下の大名の本拠としていた摂津・大和・丹後方面よりも、まずは明らかに対立勢力の基盤となる怖れのある近江・美濃方面の鎮定を優先したのは、決して間違っていなかったとみる。そして、秀吉の上洛がいま少し遅れていたならば、摂津・大和・丹後方面の経略も成功していたのではないかと推測する。
秀吉からみれば、山崎の戦いは亡き主君信長の弔い合戦であった。この合戦に先だって、秀吉は積極的に情報戦を繰り広げ、多数派工作と大義名分の獲得に成功した。そして、亡君の弔い合戦をほぼ独力で成し遂げ、あるいは終始これを主導したという実績は、戦後の織田家中にあって大きな意味をもっていた。秀吉の政治的地位の向上は、もはや自然の成り行きであり、その戦勝の成果は6月27日に尾張清洲城（愛知県清須市）で開催された清洲会議でも発揮され、宿老柴田勝家の発言力を上回って会議を席巻した。
天正10年6月の、この迅速な行軍とそれに続く山崎での勝利は、「秀吉の天下」が現実性を帯びることとなる契機となったのである。

## 軌跡
- 年はいずれも天正10年（1582年）である。

| 和暦 太陰太陽暦 | 西暦 ユリウス暦 | グレゴリ オ暦換算 | 羽柴秀吉の動向 | 明智光秀の動向 | その他のできごと |
| --------------- | --------------- | ----------------- | --- | --- | --- |
| 天正10年 5月8日 | 1582年 5月29日  | 6月8日            | 備中高松城を包囲して水攻めを開始。 | | |
| 5月15日         | 6月5日          | 6月15日           | | 主君織田信長より徳川家康の饗応役を拝命。 | |
| 5月17日         | 6月7日          | 6月17日           | 信長への援軍を要請。信長の中国出陣が現実化。 | 家康饗応役を解任されて坂本城に帰城。 | |
| 5月19日         | 6月9日          | 6月19日           | 高松城水攻めの堤防工事が完了。 | | |
| 5月26日         | 6月16日         | 6月26日           | | 丹波亀山城に入城。 | |
| 5月27日         | 6月17日         | 6月27日           | | 戦勝祈願のため愛宕山に登る。 | |
| 5月28日         | 6月18日         | 6月28日           | | 愛宕山威徳院で里村紹巴らと戦勝祈願の百韻連歌会を開催。 | |
| 5月29日         | 6月19日         | 6月29日           | | | 家康、近江安土城を訪れて信長に面会。駿河拝領の礼を述べる。 信長、安土城を出発して京都本能寺に到着。 神戸信孝、四国攻めのため摂津国住吉に着陣。 |
| 6月1日          | 6月20日         | 6月30日           | | 丹波亀山城を進発して本能寺へ向かう。 | 信長、本能寺で茶会を開き、勅使や公家、堺衆に名物の茶器を披露。 同夜、本因坊算砂と碁を打つ。                                                    |
| 6月2日          | 6月21日         | 7月1日            | | 本能寺の変。本能寺と二条新御所を急襲し、信長・信忠父子を自害に追い込む。 その後、安土城へ向かうが山岡景隆兄弟に瀬田橋を破壊され果たせず。 夕方、坂本城へ戻り、諸方に協力要請の書状を送る。 | 家康、堺遊覧中に本能寺の変の報せを受けて避難。近江信楽で宿泊。 穴山梅雪、宇治田原で野武士に殺される（家康首謀説あり）。                        |
| 6月3日          | 6月22日         | 7月2日            | 夜～翌朝の間に本能寺の変報届く。 安国寺恵瓊を自陣に招いて停戦交渉開始。                                                                                | 家臣を近江平定のために派遣。 | 午前、柴田勝家、越中魚津城を陥落させる。直後本能寺の変報を聞く。 細川藤孝・忠興、剃髪して信長の喪に服する。                                    |
| 6月4日          | 6月23日         | 7月3日            | 信長の死を秘して、毛利輝元と和議。 午前、高松城主清水宗治切腹を見分。 一説によると、この日から中国大返しを開始。                                       | 筒井順慶と結ぶ。 近江をほぼ平定。 | 家康、三河岡崎城に帰還。 夕刻、毛利方に本能寺の変報が届く。                                                                                    |
| 6月5日          | 6月24日         | 7月4日            | 中川清秀宛に信長・信忠無事の書状を送る。この日高松退陣、備前野殿を経て沼城へ（『秋田家文書』『梅林寺文書』）。                                         | 安土城陥落。 信長の遺産を接収。 京極高次・阿閉貞征に命じて近江長浜城を陥落させ、斎藤利三を入れる。                                                                                         | 津田信澄、大坂城で織田信孝・丹羽長秀らに殺害される。                                                                                           |
| 6月6日          | 6月25日         | 7月5日            | 一説によると、この日から中国大返しを開始。実際は秀吉先陣が姫路城に到着（『松井文書』）。 沼城に立ち寄る。高松城-沼城間22 km、全行程200 km中22 km踏破。 | | 小早川隆景、備中幸山城などの国境地域を堅める。                                                                                                 |
| 6月7日          | 6月26日         | 7月6日            | 6日から8日の間に播磨姫路城に帰還。沼城-姫路城間70 km、全行程200 km中92 km踏破。                                                                        | | 朝廷が勅使吉田兼見を安土に送り、光秀の勝利を祝賀。                                                                                             |
| 6月8日          | 6月27日         | 7月7日            | 細川藤孝と連絡をとる。 | 坂本城に帰還。 秀吉大行軍の情報を得る。 | 光秀に呼応した安藤守就が美濃で稲葉良通との戦闘で敗死。                                                                                         |
| 6月9日          | 6月28日         | 7月8日            | 未明に姫路城を出発。 正午に明石に到着。姫路城-明石間35 km、全行程200 km中127 km踏破。 別働隊、淡路洲本城を占拠。 高山右近より光秀の動向を伝えられる。  | 上洛して朝廷などに銀子を献上。 吉田兼見邸宅での夕食。 その後、下鳥羽に出陣。 細川藤孝宛に二度目の書状。                                                                                    | 筒井順慶、光秀の誘いを断り、大和郡山城で籠城準備。 足利義昭、自らの京都入りについて吉川元春父子・小早川隆景に命令。                            |
| 6月10日         | 6月29日         | 7月9日            | 兵庫に到着。明石-兵庫間18 km。全行程200 km中145 km踏破。                                                                                               | 筒井順慶の出陣を促すため洞ヶ峠に滞陣。 | |
| 6月11日         | 6月30日         | 7月10日           | 尼崎に到着。兵庫-尼崎間26 km。全行程200 km中171 km踏破。 栖賢寺で剃髪。                                                                                | 筒井順慶の説得のため藤田伝五を派遣するが拒まれる。 この日までに淀城と勝竜寺城を修築。 下鳥羽帰陣。                                                                                         | |
| 6月12日         | 7月1日          | 7月11日           | 富田に到着。尼崎-富田間23 km。全行程200 km中194 km踏破。 布陣して作戦会議。 夜は当地に宿営。                                                           | 紀伊惣国一揆に出陣要請 | 顕如と教如の和解が成立。 |
| 6月13日         | 7月2日          | 7月12日           | 山崎に到着。富田-山崎間6 km、全行程200 km踏破。中国大返しを完了。 織田信孝と対面。 光秀軍と山崎で決戦（山崎の戦い）して勝利。 淀城で宿営。             | 山崎の戦いで敗北。 勝竜寺城より坂本城へ向かう途中、落ち武者狩りに遭い小栗栖で死す。 | |
| 6月14日         | 7月3日          | 7月13日           | 近江に入る。三井寺在陣中に光秀の死を知る。 | | 堀秀政隊、明智秀満軍を撃破。 坂本城落城。 徳川家康、光秀討伐のため尾張熱田まで進軍（秀吉の申し入れで帰陣）。                                   |
| 6月15日         | 7月4日          | 7月14日           | | | 安土城天主、原因不明の出火で焼亡。 |
| 6月16日         | 7月5日          | 7月15日           | 安土に入る。 明智方の近江諸城（長浜城の妻木範賢、佐和山城の荒木行重、山本山城の阿閉貞征・山崎片家）を陥落させて近江平定。                              | 首と遺体が本能寺の焼け跡に晒される。 | |
| 6月17日         | 7月6日          | 7月16日           | | | 斎藤利三、近江堅田（大津市）で捕縛される（洛中引き回しのうえ六条河原で磔刑）。                                                                 |
| 6月18日         | 7月7日          | 7月17日           | | | 柴田勝豊・柴田勝政、近江長浜に進出。 河尻秀隆、甲斐武田氏旧臣による一揆で討死。                                                                |
| 6月19日         | 7月8日          | 7月18日           | | | 滝川一益、神流川の戦いで敗北。 |
| 6月22日         | 7月11日         | 7月21日           | | 粟田口に光秀と斎藤利三の首塚が築かれる。 | |
| 6月25日         | 7月14日         | 7月24日           | 織田信孝とともに美濃・尾張に入り、光秀方残党を掃討。                                                                                                   | | |
| 6月27日         | 7月16日         | 7月26日           | 清洲会議 | | |